# Смугаста котяча акула африканська
Смугаста котяча акула африканська (Eridacnis sinuans) — акула з роду Eridacnis родини Смугасті котячі акули.

## Опис
Загальна довжина досягає 37 см. Голова помірно довга. Морда округла. очі великі, овальні, горизонтальної форми, з мигальною перетинкою. Губні борозни короткі. Носові клапани не досягають рота. Рот має трикутну форму. Зуби дрібні з гострими верхівками, розташовані рядками. Задні зуби — гребенеподібної форми. У неї 5 пар відносно коротких зябрових щілин. Тулуб стрункий. Грудні плавці великі, широкі. Має 2 спинних плавця однакового розміру. Вони широкі та великі. Перший спинний плавець розташовано між грудними та черевними плавцями, задній — навпроти анального плавця. Хвіст короткий й дуже вузький. Хвостовий плавець тонкий та довгий на кшталт стрічки. Нижня лопать не розвинена, з округлим кінцем.
Забарвлення сіро-коричневе. На хвостовому плавці присутні темні діагональні смуги, які майже не помітні у дорослих особин.

## Спосіб життя
Тримається на глибинах від 180 до 500 м, на континентальному шельфі. Полює на здобич біля дна, є бентофагом. Живиться мальками донних риб, невеличкими головоногими молюсками, креветками, маленькими крабами і раками, личинками донними безхребетними, ікрою риб.
Статева зрілість настає при розмірі 30 см. Це яйцеживородна акула. самиця народжує 2 акуленят завдовжки 15-17 см.
Не становить загрози для людини.

## Розповсюдження
Мешкає біля узбережжя ПАР, Мозамбіку, Танзанії.